# 선택의 자유
선택의 자유(freedom of choice)란 한 개인이 외부의 힘에 제한받지 않고 적어도 두 개인 가능한 선택 사항중에서 고를 수 있는 기회와 자치권을 말한다.

## 정치
정치부분에서 대표적인 예로는 낙태에 관한 논쟁으로 "선택의 자유"가 한 여성이 임신을 통해 아이를 출산할지 말지를 결정할 수 있는 권리를 의미한다.  다른 예로는 안락사, 백신접종, 피임, 동성결혼등이며 선택의 자유에 관한 개인의 권리로 여기고 있다.

## 경제
미시경제학에서 선택의 자유는 경제 주체가 그들의 자원을 그들에게 허용되는 선택 범위 안에서 사용하는 행동을 말한다.  또한 고용에 임하는 자유도 포함한다.